# Elecciones en España

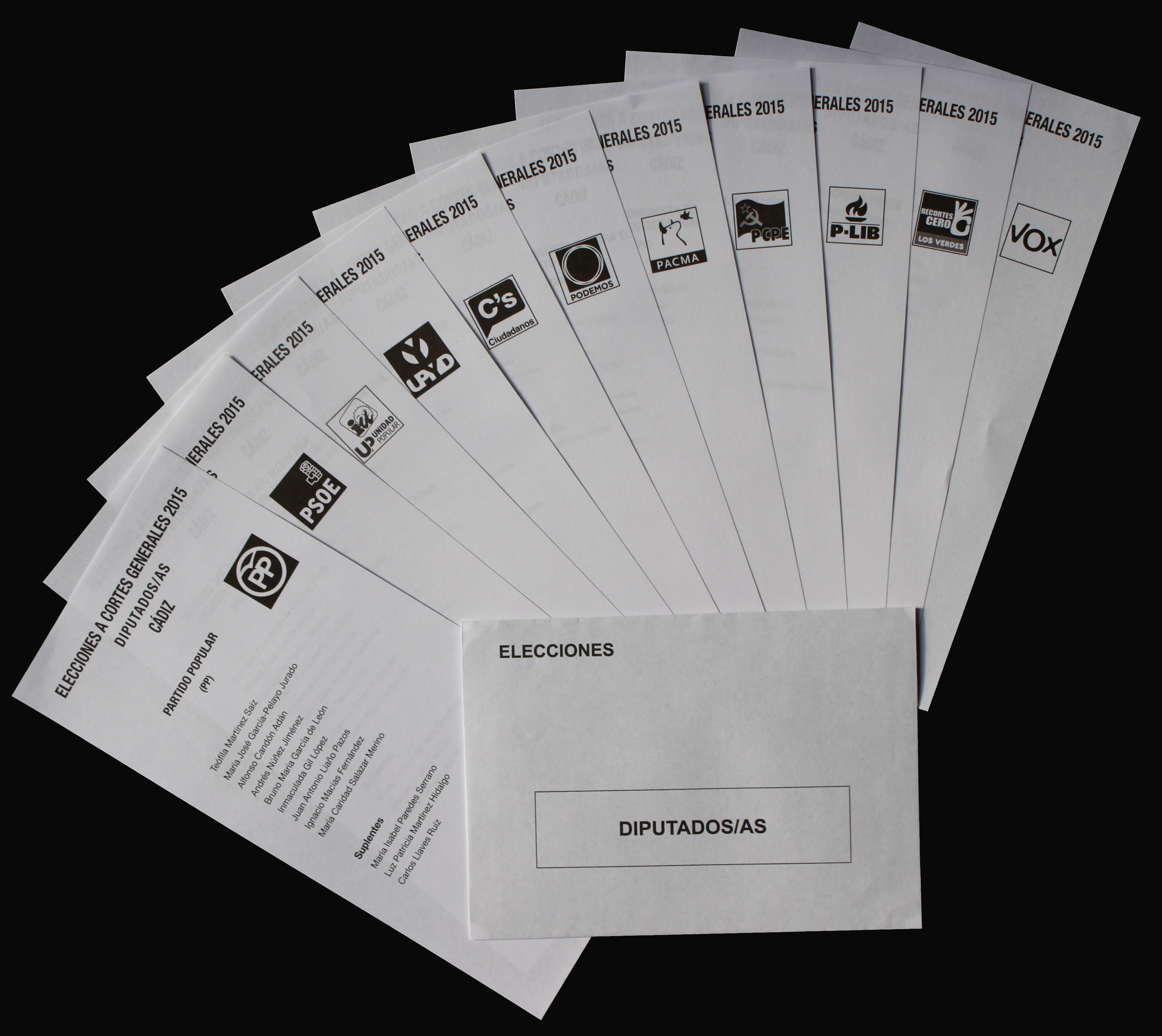
Papeletas electorales para las elecciones generales de 2015

Hay cuatro tipos principales de elecciones en España: elecciones generales en las que se elige a los miembros del Congreso de los Diputados y del Senado de España, elecciones autonómicas en las que se elige a los miembros de los Parlamentos autonómicos, elecciones municipales en las que se elige a los miembros de los ayuntamientos y elecciones europeas en las que se elige a los europarlamentarios españoles. Además por motivos históricos y de insularidad algunos territorios españoles eligen por votación popular a algunos otros cargos políticos, como miembros de diputaciones provinciales, de juntas generales en los territorios históricos vascos, de cabildos y consejos insulares baleares y canarios, de consejos comarcales o de juntas administrativas.

## Legislación electoral
La legislación electoral en España está compuesta por la Constitución española de 1978, la Ley Orgánica del Régimen Electoral General de 1985 y las leyes electorales de ámbito autonómico, así como por los decretos que sobre la materia han aprobado los poderes ejecutivos correspondientes. Además la Ley Orgánica sobre regulación de las distintas modalidades de referéndum de 1980 establece el funcionamiento de las votaciones por referéndum.

## Elecciones generales
Las elecciones en las Cortes Generales se celebran cada cuatro años, o antes en caso de elecciones anticipadas. Las Cortes Generales están formadas por el Congreso de los Diputados —Cámara Baja— y el Senado —Cámara Alta—. El Presidente del Gobierno puede disolver las cámaras y convocar elecciones anticipadas en cualquier momento, siempre que haya pasado al menos un año desde las anteriores. La Constitución española permite que las elecciones al Congreso de los Diputados y al Senado se celebren en días distintos. Sin embargo, en la práctica siempre se han celebrado a la vez. Los miembros de ambas cámaras se eligen mediante sistemas de representación proporcional. Las últimas elecciones generales celebradas en España fueron las elecciones generales de 2023. En las elecciones generales pueden participar todos los ciudadanos españoles mayores de edad, tanto si residen en España como en el extranjero.

### Congreso de los Diputados

Diputados por circunscripción en las elecciones generales de 2023

La Constitución española establece que los miembros del Congreso de los Diputados son elegidos por sufragio universal, libre, igual, directo y secreto. Los diputados se eligen mediante escrutinio proporcional plurinominal con listas cerradas en cada circunscripción electoral. La Constitución especifica que el Congreso de los Diputados debe estar compuesto por un mínimo de 300 y un máximo de 400 diputados. El número actual es de 350 diputados, por determinación de la Ley Orgánica del Régimen Electoral General.
Existen 52 circunscripciones electorales para el Congreso de los Diputados, que se corresponden con cada una de las cincuenta provincias españolas, además de las ciudades autónomas de Ceuta y Melilla. Según la ley electoral española cada provincia tiene garantizado un mínimo de partida de dos escaños. Las ciudades autónomas de Ceuta y Melilla tienen uno cada una de ellas. De esta forma, quedan ya asignados 102 escaños. Los otros 248 diputados se asignan de forma proporcional a la población de derecho. Este reparto es diferente en cada elección y se concreta en el real decreto de convocatoria de las elecciones. Con ello, en las elecciones generales de 2023 hubo un rango desde 2 diputados, en la provincia de Soria, hasta 37, en la provincia de Madrid.
Tras las elecciones generales, se asignan los escaños a las listas electorales en cada circunscripción. Para ese reparto se usa el sistema D'Hondt en cada circunscripción por separado. El sistema D'Hondt es un método matemático para repartir los escaños de cada circunscripción a las listas electorales de forma aproximadamente proporcional a su porcentaje de votos. Además, existe un umbral electoral del 3 %, es decir, un partido necesita obtener al menos el 3 % de los votos válidos emitidos en la circunscripción para optar al reparto de escaños.
En marzo de 2011 se reformó la Ley Orgánica del Régimen Electoral General, de tal manera que los partidos sin representación en el Congreso y Senado deben recoger firmas de electores que avalen sus candidaturas para poder presentarse a las elecciones generales (Congreso y Senado), aparte de los requisitos generales. Se necesitan el 0,1 % de firmas del censo electoral de cada circunscripción. Cada ciudadano solo puede firmar para una candidatura.

### Senado
La Constitución española establece que el Senado se compone de un número variable de senadores, elegidos por un sistema mixto. A fecha de 2017, el Senado está compuesto por 266 senadores, 208 de elección directa y 58 designados. El número de senadores de elección directa es fijo, mientras que el de senadores designados varía en función de la población.

#### Senadores de elección directa

Senadores de elección directa por circunscripción.

La Constitución española establece que los senadores de elección directa son elegidos por sufragio universal, libre, igual, directo y secreto. Los miembros de elección directa del Senado se eligen mediante escrutinio mayoritario plurinominal parcial, escrutinio mayoritario uninominal en las islas menores, con listas abiertas en cada circunscripción electoral. La Constitución fija el número de senadores de cada circunscripción, resultando que el total de senadores de elección directa es de 208.
Existen 59 circunscripciones electorales para el Senado, que se corresponden con cada una de las cuarenta y siete provincias españolas peninsulares, además de diez correspondientes a islas y dos para las ciudades autónomas. Le corresponden cuatro senadores a cada provincia peninsular; tres a cada una de las islas mayores, es decir Gran Canaria, Mallorca y Tenerife; uno a cada una de las islas o agrupaciones de islas siguientes: Ibiza-Formentera, Menorca, Fuerteventura, La Gomera, El Hierro, Lanzarote y La Palma; y dos senadores a cada una de las ciudades autónomas de Ceuta y Melilla.
Los miembros de elección directa del Senado se eligen mediante escrutinio mayoritario plurinominal parcial y escrutinio mayoritario uninominal. En cada circunscripción electoral los partidos políticos presentan sus listas de candidatos con el mismo número de candidatos que senadores se eligen en dicha circunscripción. Como es un sistema parcial, el votante puede realizar un máximo de un voto menos que el número de senadores a elegir. Así, cada votante puede dar hasta tres votos en las circunscripciones peninsulares; dos en las islas mayores; y uno en las restantes islas, y en las ciudades autónomas Ceuta y Melilla. Aunque en las papeletas de votación los candidatos aparecen agrupados por partidos políticos, las candidaturas son individuales, de modo que el votante puede votar a candidatos de partidos diferentes. Resultan elegidos los candidatos que hayan recibido el mayor número de votos.

#### Senadores designados
Los senadores designados por las comunidades autónomas son elegidos por la asamblea legislativa de las mismas. El número de senadores designados es variable en función de la población. Le corresponde a cada comunidad autónoma un senador inicial y otro más por cada millón de habitantes de su respectivo territorio. A fecha de 2017, el número de senadores designados es de 58. 
La elección de los senadores designados se verifica con arreglo a un criterio de representación mayoritaria atenuada, que prima a los partidos y coaliciones más votadas.

## Elecciones autonómicas

Número de miembros de los Parlamentos autonómicos (2022)

Las elecciones a los diecisiete parlamentos autonómicos se celebran cada cuatro años. En 2022 se celebraron elecciones en Andalucía y en Castilla y León. Doce de ellos celebraron elecciones por última vez en 2023: Aragón, Asturias, Islas Baleares, Canarias, Cantabria, Castilla-La Mancha, Comunidad de Madrid, Comunidad Valenciana, Extremadura, La Rioja, Murcia y Navarra. En 2024 se han celebrado elecciones en Galicia y se celebrarán en el País Vasco y en Cataluña.
En once de las diecisiete comunidades autónomas se celebran elecciones autonómicas el cuarto domingo de mayo cada cuatro años, coincidiendo con las elecciones municipales. Cuando coinciden con las elecciones europeas en el mismo año, se modifica la fecha de celebración de las elecciones autonómicas y municipales para celebrarlas el mismo día que las europeas. La última vez que ocurrió así fue en 2019 y volverá a ocurrir en 2039.
En Andalucía, Cataluña, Galicia y el País Vasco no se celebran las elecciones autonómicas en una fecha fija. Estas comunidades autónomas son diferentes al resto por la forma en que accedieron a la autonomía. En estas comunidades se celebran las elecciones cuatro años después de las anteriores. No obstante, el presidente del Gobierno autonómico de estas comunidades tiene la facultad de disolver anticipadamente el parlamento y convocar elecciones. En las otras trece, el presidente autonómico también tiene esa posibilidad.
En la Comunidad Valenciana y en Castilla y León también existe esa posibilidad, pero es debido a sendas reformas estatutarias en 2006 y 2007, respectivamente. Fue utilizada por primera vez en la Comunidad Valenciana en 2019 para adelantar las elecciones un mes antes del régimen común y dotarla de protagonismo. En Castilla y León se usa esta posibilidad legal desde 2022 debido a la ruptura del gobierno autonómico de la época y la subsecuente convocatoria electoral.
Los miembros de los parlamentos autonómicos se eligen mediante escrutinio proporcional plurinominal con listas cerradas en cada circunscripción electoral. Aunque la Constitución española permite que las comunidades autónomas elijan la fórmula electoral que prefieran, todas utilizan el sistema D'Hondt para la asignación de escaños a las listas electorales, el mismo que el de las elecciones generales. La mayoría de las comunidades autónomas utilizan como circunscripción electoral las provincias que las componen. No obstante, en las comunidades insulares (Canarias e Islas Baleares) la circunscripción electoral es la isla, y en Asturias existen circunscripciones de territorio inferior a la provincia.
En las elecciones autonómicas pueden participar todos los ciudadanos españoles mayores de edad de la comunidad autónoma correspondiente, tanto si residen en España como en el extranjero.

## Elecciones municipales
Las elecciones municipales en España se celebran el cuarto domingo de mayo cada cuatro años. Se celebran de forma simultánea en los 8124 municipios de España. Las últimas elecciones municipales celebradas en España fueron las Elecciones municipales de España de 2023.
En cada municipio existe una única circunscripción. El número de concejales a elegir en cada municipio varía en función del número de habitantes censados en dicho municipio según establece la Ley Orgánica del Régimen Electoral General. En los municipios españoles hay un rango desde 3 concejales en los municipios de menos de 100 habitantes hasta 57 concejales en Madrid.
En los municipios de más de 250 habitantes, los concejales se eligen mediante escrutinio proporcional plurinominal con listas cerradas utilizando el sistema D'Hondt. Existe un umbral electoral del 5 % de los votos válidos. 
En los municipios de hasta 250 habitantes se vota mediante escrutinio mayoritario plurinominal parcial. Con este sistema de listas abiertas cada elector puede emitir hasta un voto menos que el número de concejales que se eligen. Este es el mismo sistema electoral que se utiliza en el Senado. En los municipios de hasta 100 habitantes, un elector puede marcar hasta dos candidatos, y si el municipio tiene hasta 250 habitantes, se puede votar hasta cuatro candidatos.
En las elecciones municipales pueden participar los ciudadanos españoles mayores de edad residentes en España y los extranjeros residentes en España que sean ciudadanos de la Unión Europea o de los países que cuentan con acuerdos de reciprocidad. En las elecciones municipales de 2015 pudieron participar los ciudadanos de doce países no comunitarios: Bolivia, Colombia, Chile, Ecuador, Paraguay, Perú, Islandia, Noruega, Cabo Verde, Nueva Zelanda, Corea del Sur y Trinidad y Tobago.

## Elecciones europeas

Circunscripciones electorales al Parlamento Europeo y circunscripción electoral de España.

Las elecciones europeas o elecciones al Parlamento Europeo se celebran cada cinco años (duración natural de una legislatura). Las elecciones se celebran de forma conjunta en los veintisiete Estados de la Unión Europea, aunque no exactamente el mismo día. En España se han celebrado siete veces elecciones al Parlamento Europeo desde las primeras en 1987. Las más recientes son las elecciones al Parlamento Europeo de 2024.
Cada país de la Unión Europea establece el sistema de elección de sus eurodiputados. El sistema de elección debe ser una forma de representación proporcional y, en caso de realizar subdivisiones en circunscripciones, no debe afectar a la naturaleza proporcional del sistema de votación. El Tratado de Lisboa establece el número de eurodiputados de cada país, con un máximo de 96 y un mínimo de 6 por país, hasta un máximo de 750 eurodiputados en total.
Los eurodiputados de España se eligen mediante escrutinio proporcional plurinominal con listas cerradas en la circunscripción única que abarca todo el territorio nacional. Para asignar los escaños a cada lista electoral se utiliza el sistema D'Hondt. En España no existe un umbral electoral para la elección de los eurodiputados. En las elecciones de 2019, España eligió 54 eurodiputados.
Para poder presentar candidaturas a las elecciones europeas en España es necesario acreditar las firmas de 15 000 electores o las firmas de 50 cargos electos. Ningún elector o cargo electo puede dar su firma para la presentación de varias candidaturas.
En las elecciones europeas pueden votar los ciudadanos de la Unión Europea mayores de dieciocho años. Cada ciudadano puede votar en su Estado de residencia o en el Estado de su nacionalidad.

## Otras elecciones
En algunas comunidades autónomas se celebran otras elecciones de ámbito superior o inferior al municipio, como son las elecciones a los concejos de Navarra, a los concejos de Álava, a las Juntas Generales del País Vasco, a los Consejos insulares de Baleares, a los cabildos insulares canarios o al Consejo General de Arán.

## Procedimientos electorales

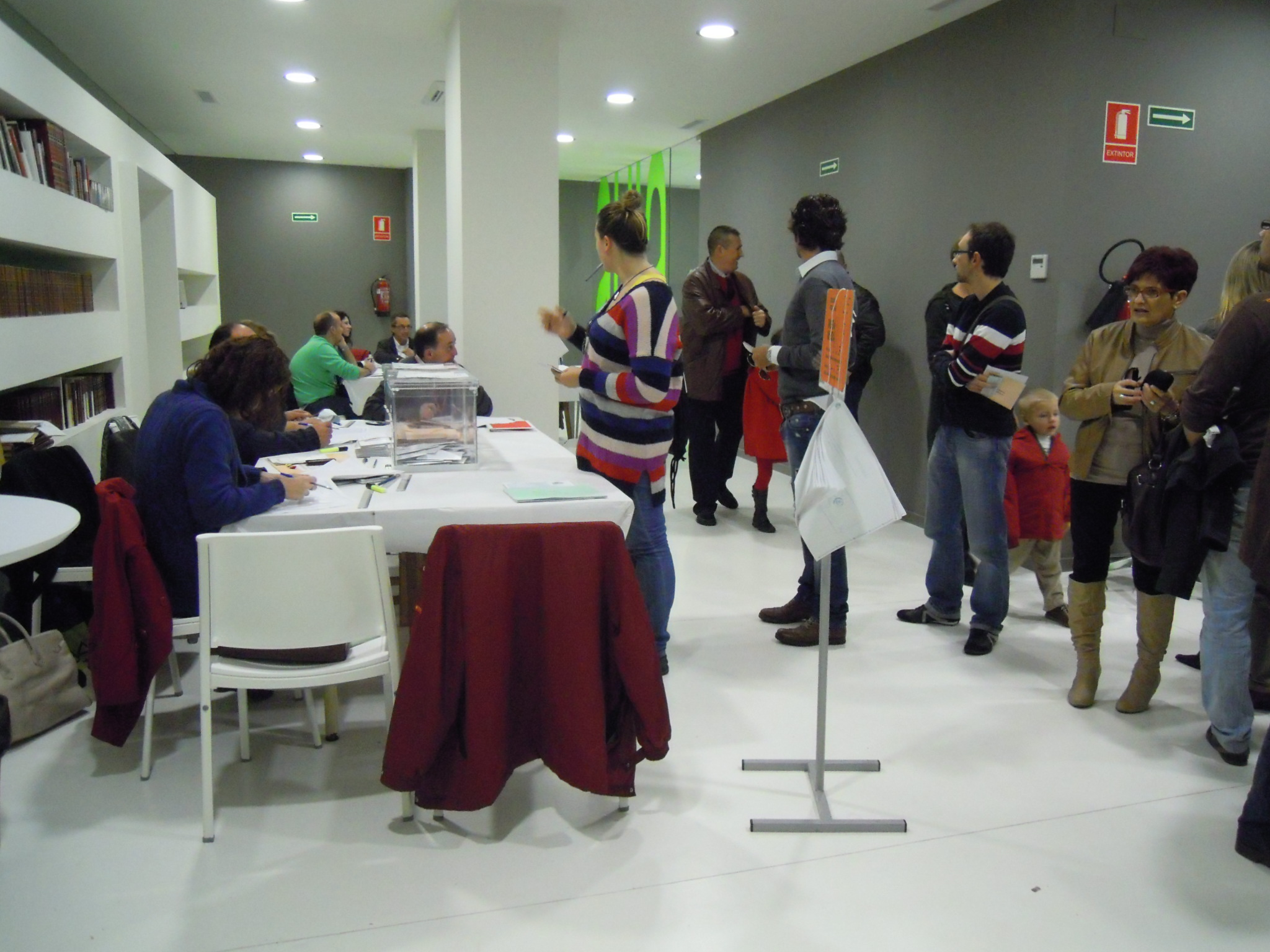
Votación en un colegio electoral de Pontevedra en las generales de 2011

Las elecciones en España se suelen celebrar en domingo. El día de las elecciones las mesas electorales están constituidas por ciudadanos elegidos por sorteo. Cada mesa está formada por un presidente y dos vocales. Para votar, la papeleta, metida en un sobre cerrado, se introduce en una urna transparente expuesta al público en un colegio electoral próximo al domicilio del votante, y que semanas antes se le comunica. Cuando se celebran varias elecciones en un mismo día, en las mesas electorales se coloca una urna diferente para cada votación.
Para poder votar es necesario identificarse previamente utilizando un documento oficial con fotografía:  DNI, pasaporte o carné de conducir. No importa que estos documentos estén caducados, pero deben ser los originales, no valen fotocopias. Antes de votar, los miembros de la mesa electoral comprueban que el votante está inscrito en las listas del censo electoral correspondientes a dicha mesa.

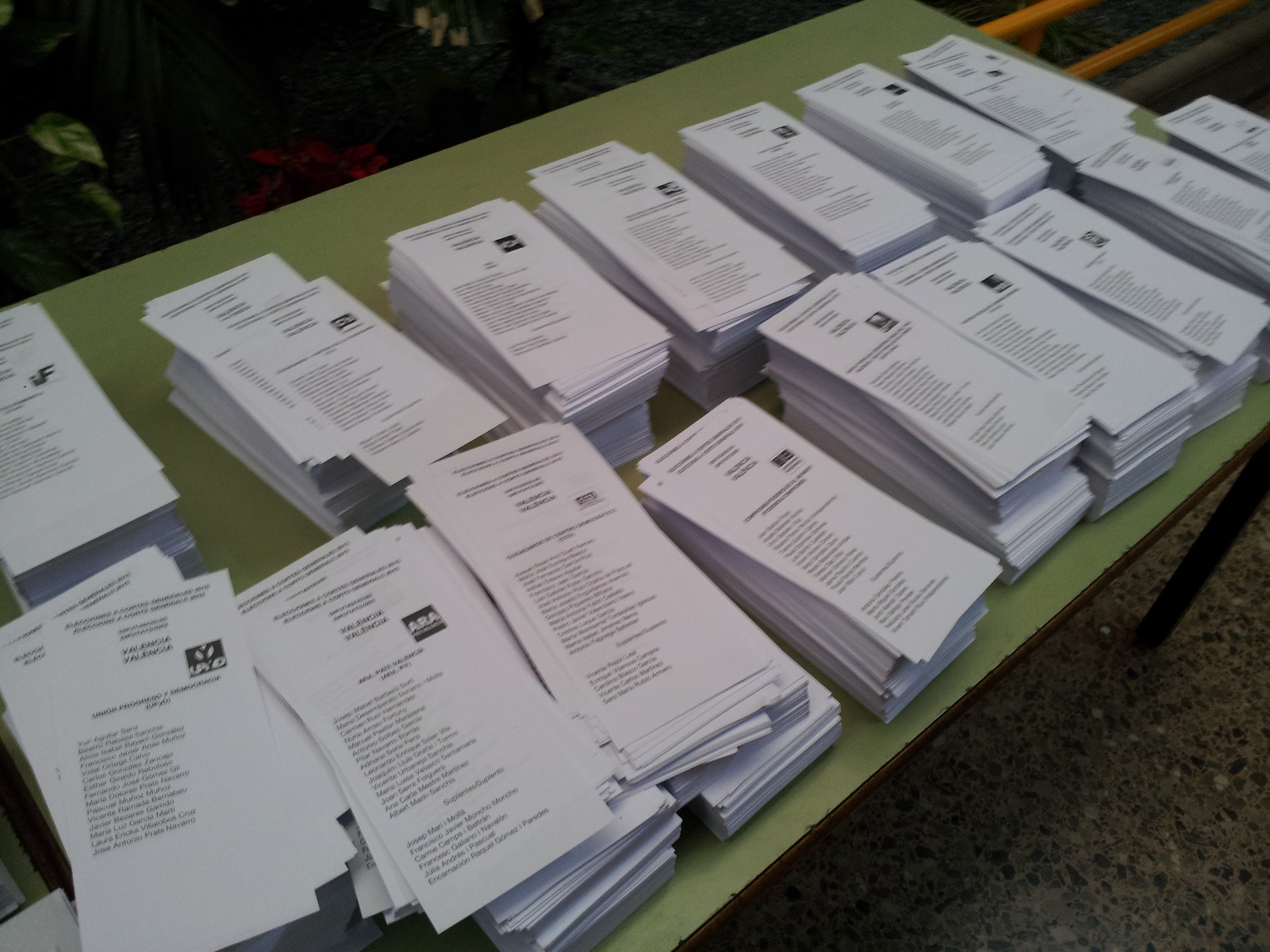
Papeletas en un colegio electoral de Valencia en las generales de 2015

Las papeletas electorales son diseñadas por el Gobierno convocante. No obstante, la ley permite a los partidos políticos producir y distribuir sus propias papeletas si cumplen con el modelo aprobado por el Gobierno. Cuando se celebran varias elecciones en un mismo día, las papeletas y los sobres suelen estar diferenciados mediante un código de colores para cada votación. Por ejemplo, en las elecciones celebradas el 26 de mayo de 2019, el color azul correspondía a las europeas, el sepia correspondía a las autonómicas, y el blanco correspondía a las municipales. Cuando se celebran elecciones generales, el color blanco es para el Congreso, y el sepia es para el Senado.
Los colegios electorales permanecen abiertos desde las 09:00 hasta las 20:00, hora local. En caso de que se hubiera producido alguna interrupción en la votación durante el día, el horario de cierre se puede retrasar una hora como máximo, es decir hasta las 21:00. Los colegios electorales situados en las Islas Canarias abren y cierran una hora después de los de la península, siguiendo su huso horario.
La empresa pública Correos es la encargada de gestionar el voto por correo que tiene que ser remitido por correo certificado antes de tres días antes de las elecciones. Los trabajadores de la empresa pública entregan el voto por correo a los colegios electorales a las 09:00 del día de las elecciones y los votos que va recibiendo Correos ese mismo día también los trasladan a los colegios electorales. Al terminar la jornada electoral y antes del recuento, el voto por correo se añade a las urnas con el resto de los votos emitidos de forma presencial. Los votos recibidos más tarde de las 20:00 los entrega Correos directamente a la Junta Electoral de Zona.
Después del cierre de los colegios electorales, los votos se cuentan manualmente en cada colegio electoral en presencia de representantes de los partidos políticos. El presidente de cada mesa electoral extrae los sobres de la urna uno por uno y nombra en voz alta el nombre del candidato o del partido votado. Cuando termina el recuento de la urna, se realiza el anuncio con los totales, que se recoge en el acta de resultados. Este proceso permite que en tan solo tres horas se conozcan los resultados del escrutinio provisional, que se publican en la web habilitada por el Ministerio del Interior.
Cinco días después de la votación, las Juntas Electorales correspondientes realizan el escrutinio general, en presencia de representantes de los partidos políticos. Antes de realizar el escrutinio general, se hace el recuento del voto ejercido por personas que residen en el extranjero. En el escrutinio general se realiza la suma de los votos registrados en las actas de las mesas electorales, sin que la junta pueda anular ningún acta ni voto, pudiendo solamente subsanar los meros errores materiales o de hecho y los aritméticos.
La Administración Electoral tiene por finalidad garantizar la transparencia y objetividad del proceso electoral y del principio de igualdad. Forman parte de la Administración Electoral la Junta Electoral Central, las Juntas Electorales Provinciales, las Juntas Electorales de Zona y, en su caso, las Juntas Electorales de Comunidad Autónoma, así como las Mesas Electorales. La Junta Electoral Central es el órgano superior de la Administración Electoral y tiene su sede en Madrid.
La Oficina del Censo Electoral del Instituto Nacional de Estadística es el órgano encargado de la formación del censo electoral y ejerce sus competencias bajo la dirección y la supervisión de la Junta Electoral Central. El censo electoral contiene la inscripción de quienes reúnen los requisitos para ser elector y no se hallen privados, definitiva o temporalmente, del derecho de sufragio. El censo electoral está compuesto por el censo electoral de españoles residentes en España (CER) y el censo de los electores residentes-ausentes que viven en el extranjero (CERA). Además también existe el censo electoral de extranjeros residentes en España (CERE) para las elecciones municipales y para las elecciones europeas. Antes de las elecciones, la Oficina del Censo Electoral envía a cada elector una tarjeta censal con los datos actualizados de su inscripción en el censo electoral y de la sección y mesa en la que le corresponde votar.